# Cleo (ca sĩ)
Joanna Krystyna Klepko (sinh ngày 25 tháng 6 năm 1983), hay còn biết tới với nghệ danh Cleo là một nữ ca sĩ người Ba Lan. Cô đã đại diện cho Ba Lan tại cuộc thi Eurovision Song Contest 2014 tổ chức tại Copenhagen, Đan Mạch cùng với Donatan thể hiện bài hát "My Słowianie".

## Sự nghiệp
Cô xuất thân là sinh viên của Đại học khoa học đời sống Warszawa. Cô từng có mặt trong dàn hợp xướng Phúc âm "Soul Connection". Cô là quán quân mùa đầu tiên của cuộc thi Studio Garaż của Ba Lan ở hạng mục Rhythm and blues. Cô đã hợp tác cùng nhiều nghệ sĩ như Pezet, Onar, Pih, Ramona 23, WSRH, Wet Fingers và Endefis.
Năm 2011, cô là thí sinh dự thi mùa đầu tiên của chương trình tìm kiếm tài năng X Factor của Ba Lan. Kể từ năm 2013, cô bắt đầu làm việc cùng Donatan.
Ngày 25 tháng 2 năm 2014, TVP đưa tin trên talk show Świat się kręci rằng Cleo và Donatan cùng bài hát "My Słowianie" của họ sẽ đại diện cho Ba Lan đi dự thi Eurovision Song Contest 2014 tại Copenhagen, Đan Mạch. Họ kết thúc ở vị trí 14 chung cuộc và ghi được 62 điểm. Kết quả này đã gây tranh cãi bởi theo kết quả cuộc bỏ phiếu từ xa ở Ba Lan, họ xếp thứ 5 với 162 điểm (đứng dưới các đại diện của Anh Quốc, Ireland, Na Uy và Ukraine). Tuy nhiên, Ba Lan không nhận được bất kì điểm nào từ Anh Quốc và Ireland bất chấp xếp đầu tiên trong cuộc bỏ phiếu công khai, bởi các giám khảo của hai quốc gia này đều xếp Ba Lan ở vị trí cuối cùng (thứ 25). Tranh cãi trên đã được đông đảo ấn phẩm truyền thông bình luận như The Independent, BBC News, The Telegraph, The Guardian và Daily Mirror.

## Danh sách đĩa nhạc

### Album phòng thu
| Tựa album                   | Chi tiết album                                                                                       | Vị trí xếp hạng cao nhất | Chứng chỉ           |
| Tựa album                   | Chi tiết album                                                                                       | POL                      | Chứng chỉ           |
| --------------------------- | --- | ------------------------ | ------------------- |
| Hiper/Chimera (với Donatan) | - Phát hành: 7 tháng 11 năm 2014 - Hãng đĩa: Urban Rec - Định dạng: CD, tải kĩ thuật số              | 1                        | - ZPAV: 3× Bạch kim |
| Bastet                      | - Phát hành: 2 tháng 9 năm 2016 - Label: Universal Music Polska - Định dạng: CD, tải kĩ thuật số     | 3                        | - ZPAV: Bạch kim    |
| superNOVA                   | - Phát hành: 18 tháng 9 năm 2020 - Hãng đĩa: Universal Music Polska - Định dạng: CD, tải kĩ thuật số | 9                        | - N/A               |
| vinyLOVA                    | - Phát hành: 18 tháng 3 năm 2021 - Hãng đĩa: Universal Music Polska - Định dạng: CD, tải kĩ thuật số | TBR                      | TBR                 |

### Đĩa đơn
| Tựa                                                            | Năm  | Vị trí xếp hạng cao nhất | Vị trí xếp hạng cao nhất | Chứng chỉ           | Album         |
| Tựa                                                            | Năm  | POL                      | POL New                  | Chứng chỉ           | Album         |
| -------------------------------------------------------------- | ---- | ------------------------ | ------------------------ | ------------------- | ------------- |
| "My Słowianie" (với Donatan)                                   | 2013 | 2                        | 2                        |                     | Hiper/Chimera |
| "Cicha woda" (với Donatan và Sitek)                            | 2014 | 11                       | 1                        |                     | Hiper/Chimera |
| "Slavica" (với Donatan)                                        | 2014 | —                        | —                        |                     | Hiper/Chimera |
| "Ten czas" (với Donatan và Kamil Bednarek)                     | 2014 | —                        | —                        |                     | Hiper/Chimera |
| "Brać" (với Donatan và Enej)                                   | 2014 | —                        | 1                        |                     | Hiper/Chimera |
| "Sztorm" (với Donatan)                                         | 2014 | —                        | —                        |                     | Hiper/Chimera |
| "Zabiorę nas"                                                  | 2015 | 8                        | 2                        | - ZPAV: Kim cương   | Bastet        |
| "Wolę być"                                                     | 2016 | 34                       | 1                        | - ZPAV: Bạch kim    | Bastet        |
| "N-O-C"                                                        | 2016 | 28                       | 4                        | - ZPAV: 3×Bạch kim  | Bastet        |
| "Na pół"                                                       | 2016 | 35                       | 2                        | - ZPAV: Vàng        | Bastet        |
| "Serce"                                                        | 2017 | —                        | —                        |                     | Bastet        |
| "Pali się" (featuring Sitek)                                   | 2017 | —                        | —                        |                     | Bastet        |
| "Łowcy gwiazd"                                                 | 2018 | 6                        | 1                        | - ZPAV: 3× Bạch kim | superNOVA     |
| "Eva" (featuring Mesajah)                                      | 2018 | —                        | —                        |                     | superNOVA     |
| "Film"                                                         | 2018 | 54                       | 2                        |                     | superNOVA     |
| "Wrrra"                                                        | 2019 | —                        | —                        |                     |               |
| "Za krokiem krok"                                              | 2019 | 1                        | 1                        | - ZPAV: Bạch kim    | vinyLOVA      |
| "Dom"                                                          | 2019 | 3                        | 1                        |                     | —             |
| "Alfabet Świateł"                                              | 2020 | —                        | —                        |                     | superNOVA     |
| "Kocham"                                                       | 2021 | —                        | —                        |                     | vinyLOVA      |
| "—" chỉ đĩa đơn không được phát hành hoặc không được xếp hạng. |      |                          |                          |                     |               |

### Video âm nhạc
| Năm  | Tựa                                      | Đạo diễn                       | Album         | Chú thích |
| ---- | ---------------------------------------- | ------------------------------ | ------------- | --------- |
| 2013 | "My Słowianie" (với Donatan)             | Piotr Smoleński                | Hiper Chimera | [ 26 ]    |
| 2014 | "Cicha woda" (với Donatan và Sitek)      | Piotr Smoleński                | Hiper Chimera | [ 27 ]    |
| 2014 | "Slavica" (với Donatan)                  | Piotr Smoleński                | Hiper Chimera | [ 28 ]    |
| 2014 | "Brać" (với Donatan và Enej)             | Piotr Smoleński                | Hiper Chimera | [ 29 ]    |
| 2014 | "Sztorm" (với Donatan)                   | Piotr Smoleński                | Hiper Chimera | [ 30 ]    |
| 2015 | "B.I.T." (với Donatan và Waldemar Kasta) | Piotr Smoleński                | Hiper Chimera | [ 31 ]    |
| 2015 | "Zabiorę nas"                            | Piotr Smoleński                | Bastet        | [ 32 ]    |
| 2016 | "Wolę być"                               | Michał Konrad, Piotr Smoleński | Bastet        | [ 33 ]    |
| 2016 | "N-O-C"                                  | Michał Konrad, Piotr Smoleński | Bastet        | [ 34 ]    |
| 2016 | "Na pół"                                 | Michał Konrad, Piotr Smoleński | Bastet        | [ 35 ]    |
| 2017 | "Pali się" (featuring Sitek)             | Michał Konrad                  | Bastet        | [ 36 ]    |
| 2018 | "Łowcy gwiazd"                           | Michał Konrad                  | superNOVA     |           |
|      | "Eva" (featuring Mesajah)                | Michał Konrad                  | superNOVA     |           |
|      | "Film"                                   | Michał Konrad                  | superNOVA     |           |
| 2019 | "Wrrra"                                  | Michał Konrad                  |               |           |
|      | "Za krokiem krok”                        | Michał Konrad                  | vinyLOVA      |           |
|      | "Dom"                                    | Michał Konrad                  |               |           |
| 2020 | "Alfabet świateł"                        | Michał Konrad                  | superNOVA     |           |
|      | "W telefonie"                            | Michał Konrad                  |               |           |
| 2021 | "Kocham"                                 | Michał Konrad                  | vinyLOVA      |           |